# Associazione Calcio Milan (Beach Soccer)

O Milano Beach Soccer é um clube desportivo da Associazione Calcio Milan de futebol de praia , na cidade de Milão. É uma das equipes mais vencedoras na Itália. [carece de fontes?]

## História
2006, 2007, 2009 e 2010
O Milan foi tricampeão do campeonato italiano e tretacampeão da copa da italia, além da supercopa em 2010.
2011
Em 2011, o clube participou do primeiro Mundialito de Clubes em 2011, mas ficou na 7º colocação.
2012 e 2013
No Mundialito de Clubes de 2012 e 2013, o Milan não foi bem, ficando em 10º e 8º lugar.
O clube foi tetracampeão do campeonato italiano em 2013 em cima do arquirrival Terracina, por 4 a 3 na final..

## Títulos
| Nacionais | Nacionais           | Nacionais | Nacionais               |
|           | Competição          | Títulos   | Temporadas              |
| --------- | ------------------- | --------- | ----------------------- |
|           | Campeonato Italiano | 4         | 2006, 2007, 2010 e 2013 |
|           | Copa da Italia      | 4         | 2006, 2007, 2009 e 2010 |
|           | Supercopa da Itália | 1         | 2010                    |